# Newfoundland, Pennsylvania

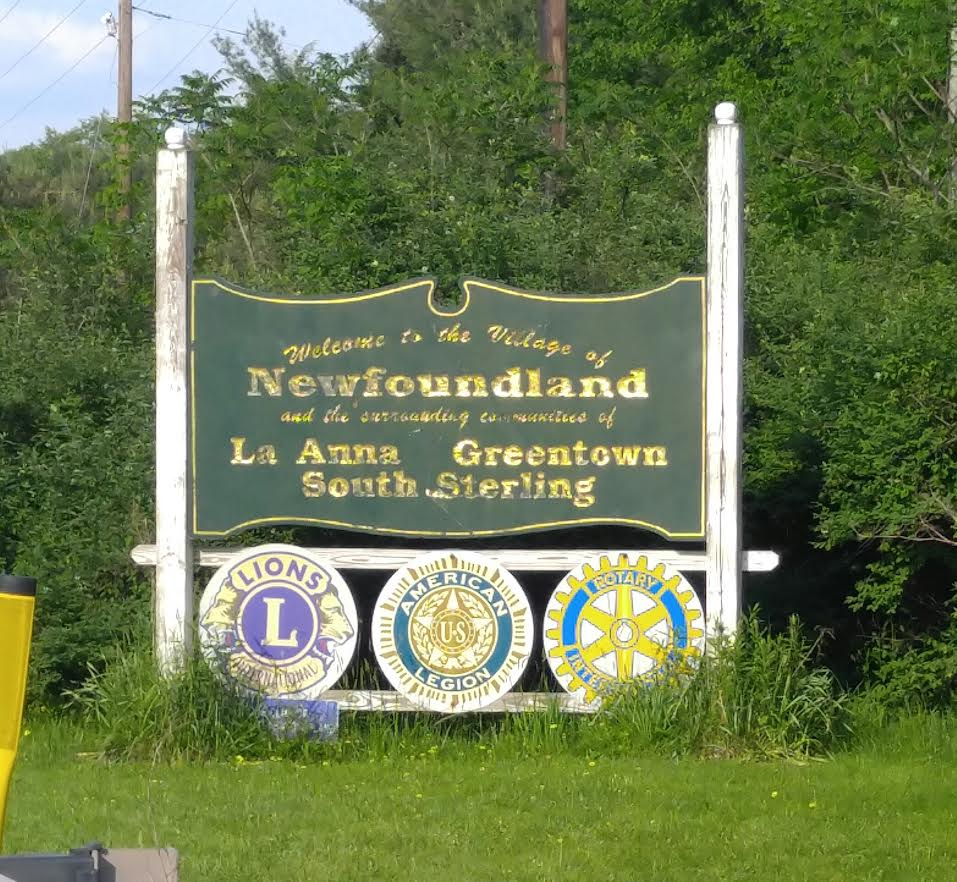

Newfoundland (pronounțat "new-found-land") este o comunitate mică, neîncorporată din districtul civil Dreher comitatul Wayne, statul Pennsylvania, Statele Unite ale Americii.
În Newfoundland educația este asigurată de o școală elementară numită South Elementary School, parte a districtului școlar Wallenpaupack Area School District, care educă elevi până la nivelul clasei a 6-a (inclusiv).
Două servicii de urgență se găsesc în Newfoundland, Newfoundland Area Ambulance Association și Greene-Dreher Volunteer Fire Association. Ambele deservesc localitatea și districtul civil în care se găsește Newfoundland, Dreher, respectiv porțiuni din districtele înconjurătoare Greene, Sterling, Palmyra, Lehigh și Coolbaugh.
Drumuri importante din apropierea localității Newfoundland includ drumurile statale PA 507, PA 191, PA 196 și PA 447. Drum statal PA 390 este unul de importanță locală, trecând prin partea stângă a localității. Localități înconjurătoare sunt Greentown, Sterling, Tafton, și Hamlin.
Newfoundland este de asemenea cunoscut pentru târgul anual Greene-Dreher-Sterling Fair, care se ține în fiecare weekend Labor Day (prima săptămână din septembrie care începe cu o luni în septembrie). Newfoundland este și locul unui picnic anual, respectiv unei parade a pompierilor locali, care se ține de ziua Ziua Independenței (4 iulie).